# بخش ناصریه
بخش ناصریه، یکی از بخش‌های شهرستان گنبکی در استان کرمان ایران است. مرکز این بخش، روستای ناصریه است.

## تقسیمات کشوری
- بخش ناصریه
  - دهستان کهور خشک
  - دهستان ناصریه

## جمعیت
بر پایه سرشماری عمومی نفوس و مسکن در سال ۱۳۹۵، جمعیت بخش ناصریه برابر با ۱۰٬۸۲۸ نفر بوده است.